# Wen Tong
Wen Tong, oder Wen T’ung, (chinesisch 文同, Pinyin Wén Tóng) (* 1018 oder 1019; † 1079) war ein chinesischer Maler der Nördlichen Song-Dynastie, der für seine mit Tinte gefertigten Bambusmalereien berühmt wurde.

## Leben
Wen Tong stammte aus Zizhou im Osten des heutigen Kreises Yanting in der Provinz Sichuan. Er war ein Beamter und Gelehrter, sowie ein Verwandter des Su Shi, der ihn wegen seiner Integrität schätzte. Wen Tong fertigte Landschaftsbilde und galt als einer der bedeutendsten Meister der monochromen Malerei von Bambuspflanzen mit Tusche. Sein Stilname war „Yuke“ (oder Yû-k’o). Er war achtzehn Jahre älter als Su Shi, der ein entfernter Cousin von ihm war. Wen Tong war eigentlich ein Dichter und Prosaschriftsteller, der sehr begabt in der Kalligrafie und Malerei war. Er spezialisierte sich auf die Darstellung von Bambus malte aber auch Szenen mit umgestürzten Bäumen oder Baumstümpfen auf Paravents und Wänden.
Er begann seine Laufbahn als Gelehrter und Beamter im Verwaltungssystem, die auf dem Beamtenexamen basierte. Im Jahr 1049 erlangte er im Alter von 32 Jahren den „jinshi“, den Titel als „Gelehrter“. Danach führte er eine Reihe offizieller Positionen aus, wobei er fast ausschließlich in seiner Heimatprovinz und südwestlichen Teil der Provinz Shaanxi tätig war. Zweimal kehrte Wen Tong für die vorgeschriebene Trauerzeit um seinen Vater (1061–1063) und seine Mutter (1067–1069) in seine Heimatstadt zurück.
Als Gelehrter, der eine weitreichende Bildung genossen hatte, gründete er die „Huzhou-Schule“. Wen Tong beeinflusste mit seinem Wirken auf spätere Generationen, die Bambus nur mit Tinte malten.
Wen Tong hatte mehrere Kinder darunter mindestens vier Söhne.

## Werke

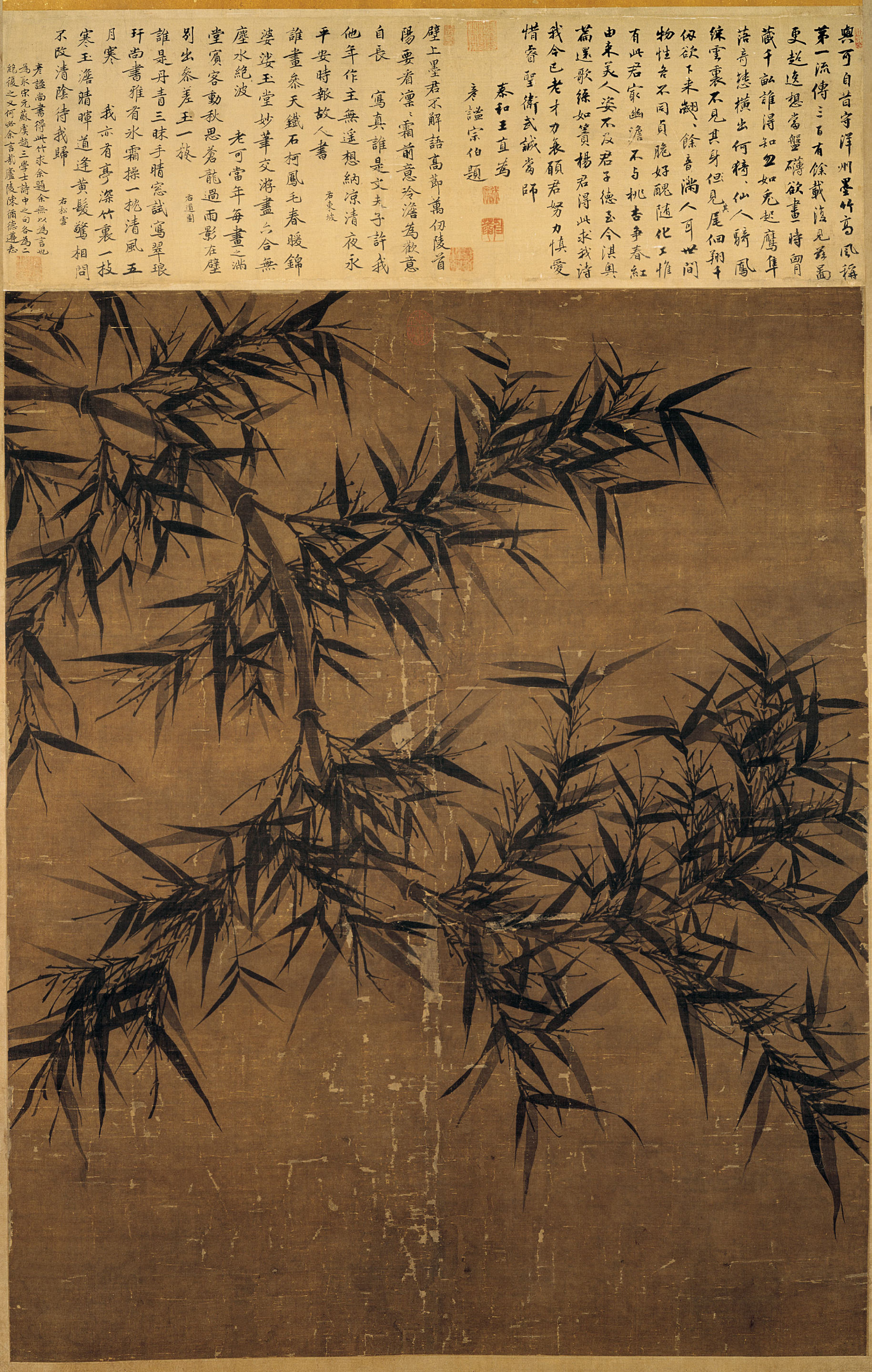
Bambusmalerei

Arbeiten von Wen Tong befinden sich im Guangzhou Museum of Art. Er gilt als Pionier auf dem Gebiet der Technik, monochrome Tinte zur Darstellung von Bambus zu verwenden. Das Gemälde zeigt einen Bambus, der von einer Klippe hängt und üppig mit Blättern bedeckt ist. Der Bambusstamm wurde mit abgerundeten Pinselstrichen und einer zentrierten Spitze dargestellt.
- 文同诗选 / Wen Tong shi xuan. Chengdu 1985 (chinesisch, Anthologie ausgewählter Gedichte von Wen Tong).